# Prokop Diviš
Prokop Diviš, O.Praem. (pronunciación checa [prokop ˈɟɪvɪʃ]) (26 de marzo de 1698 - 21 de diciembre de 1765) fue un canónigo regular, teólogo y científico natural checo, quien desarrolló uno de los primeros pararrayos en Europa, un dispositivo con el que intentó atraer la energía eléctrica de las nubes.

## Biografía
Nació como Václav Divíšek el 26 de marzo de 1698 en Helvíkovice, Bohemia (ahora llamado Distrito de Ústi nad Orlicí). Empezó sus estudios en 1716 en un colegio jesuita, ubicado en una abadía en la ciudad de Louka. Acaba sus estudios en 1719.

En 1753, murió el profesor ruso Jorge Wilhelm Richmann a causa de su calcinamiento por un relámpago al intentar medir la intensidad del campo eléctrico de la atmósfera. Esto hizo que Divíšek pusiese manos a la obra para intentar desarrollar un invento que impidiese la caída de los rayos.
El 15 de junio de 1754, construyó un palo de 40 metros en Přímětice, una “máquina meteorológica” cubierta con más de 400 espigas de metal. Su teoría era que esas espigas conducirían mejor la electricidad. Divíšek observó que su invento funcionaba, gracias a su teoría de que el metal atraía la fuerza energética del rayo, haciendo que este pasase a través del palo hasta el suelo. En Alemania, su invento fue muy conocido, haciéndose numerosos informes sobre el hecho ocurrido.

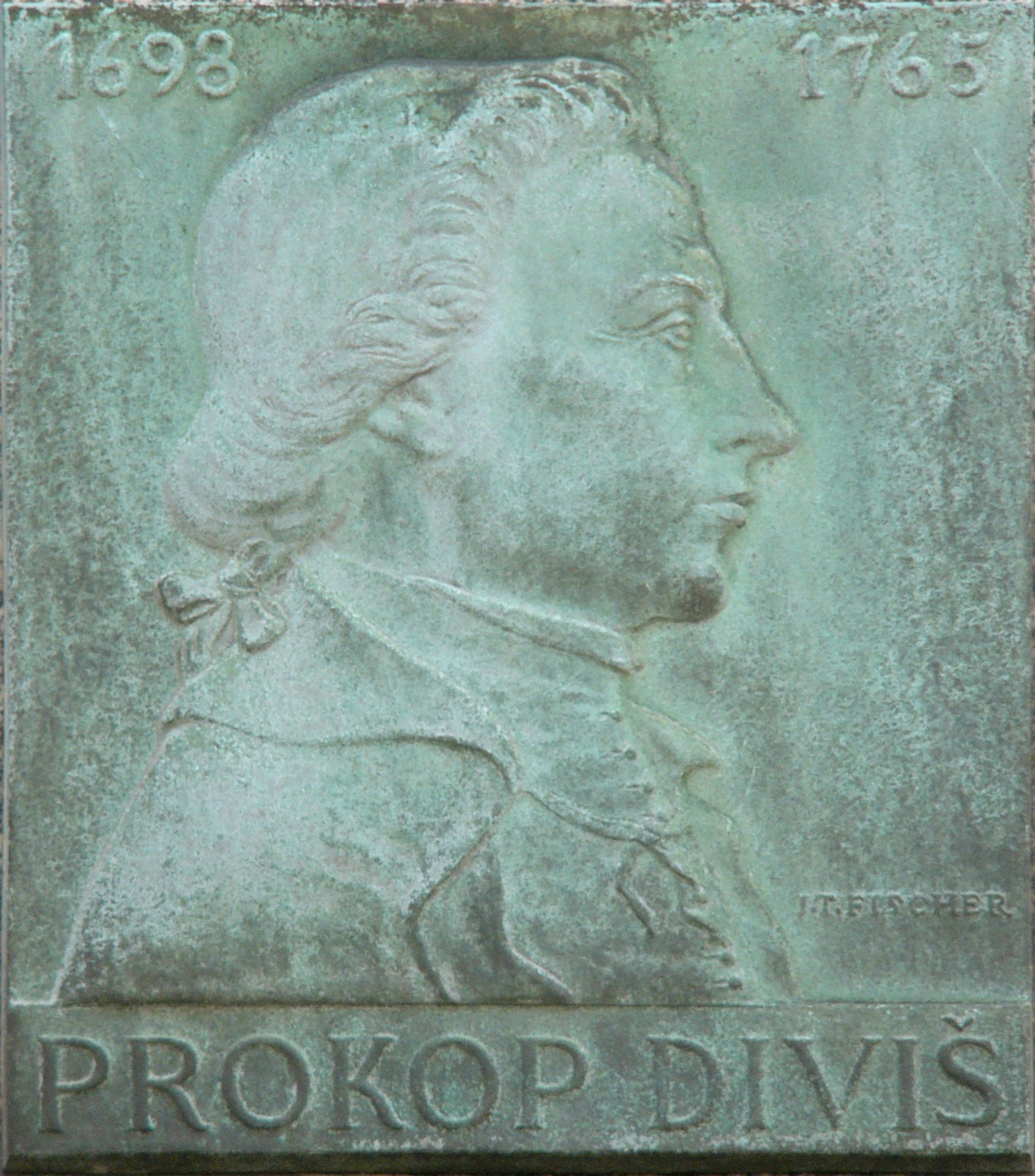
Placa de Prokop Diviš, por Jan Tomáš Fischer (1912–1957) en el gimnasio jesuita de la plaza Jezuitské en Znojmo.
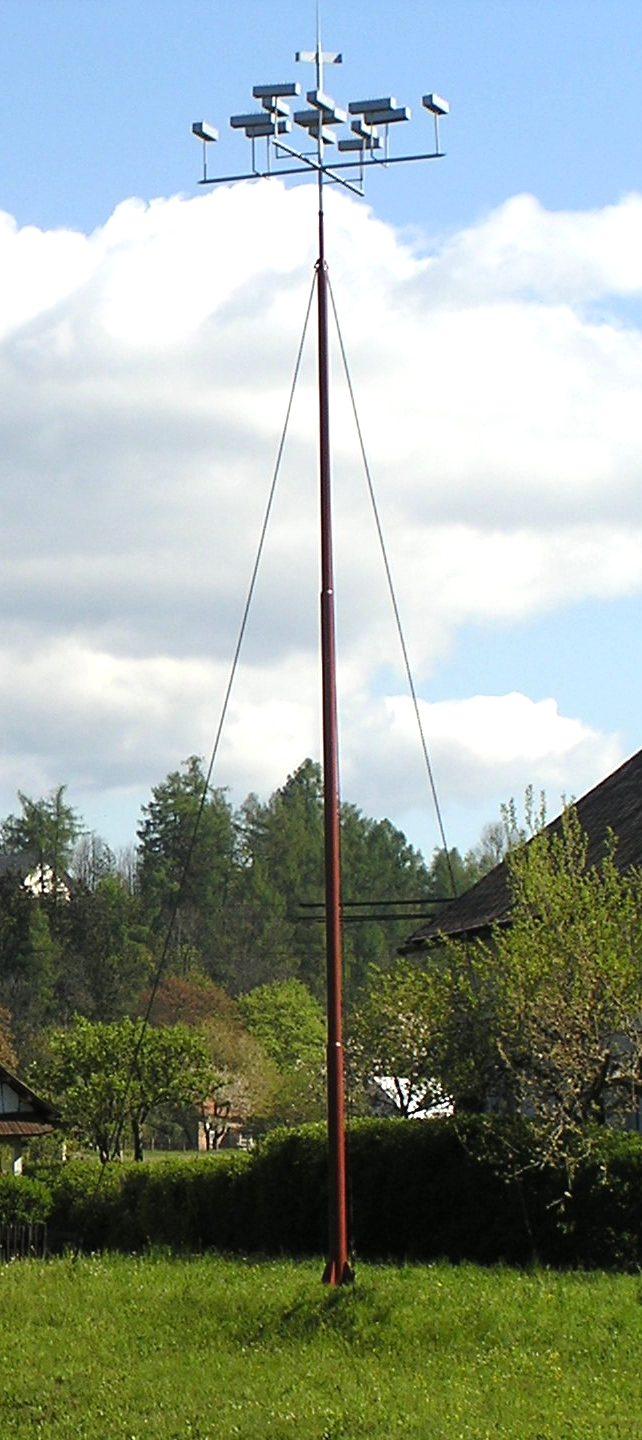
Reconstrucción de la máquina meteorológica inventada por Prokop Diviš.
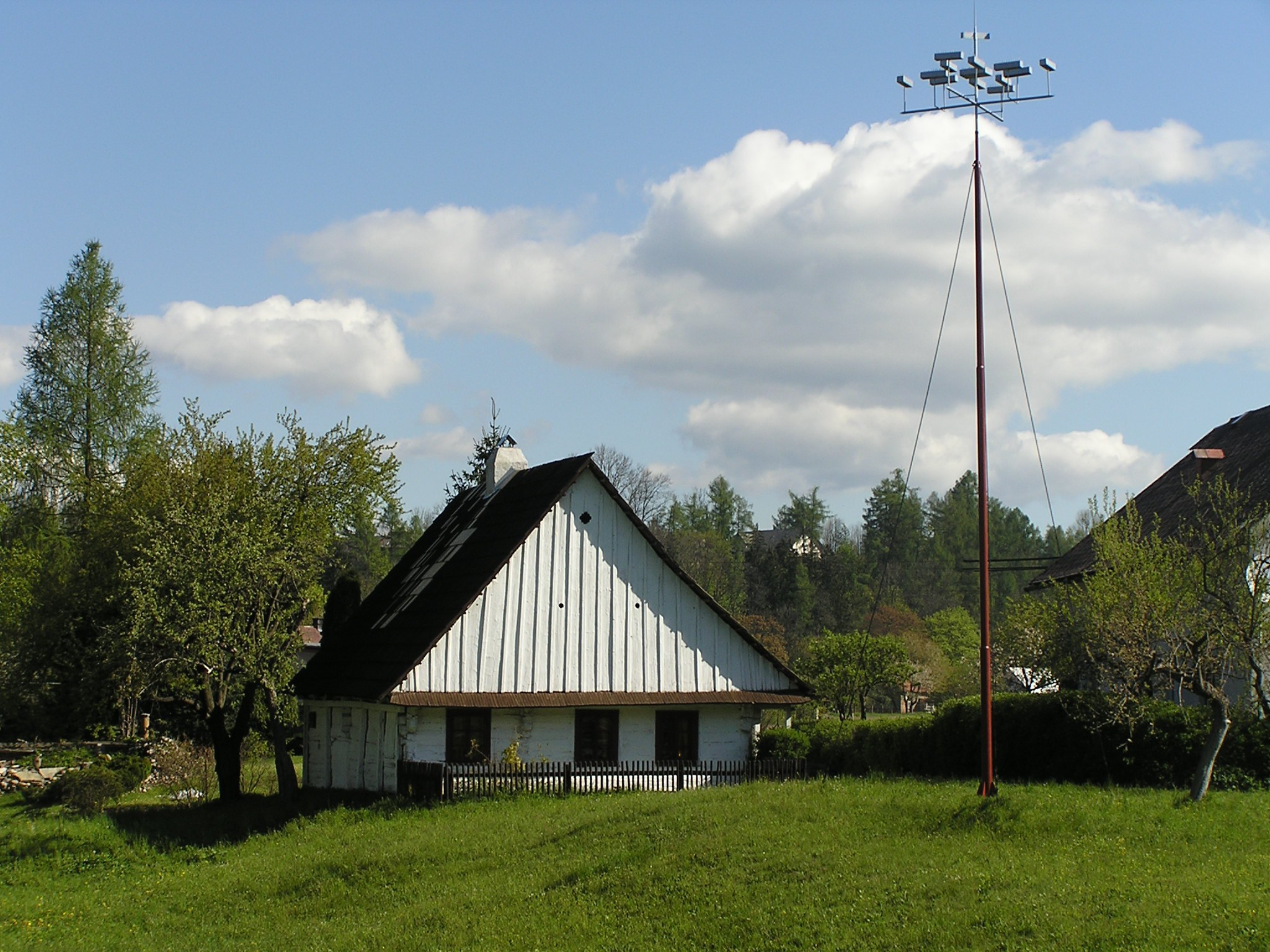
Casa familiar de Prokop Diviš con la "machina meteorologica" a la derecha.